# سافرازین
سافرازین (Safra) یک مهار کننده غیر انتخابی و برگشت‌ناپذیر مونوآمین اکسیداز (MAOI) از دسته هیدرازین‌ها است که در دهه ۱۹۶۰ به عنوان داروی ضد افسردگی معرفی شد، اما از آن زمان تاکنون به بازار عرضه نشده‌است.